# Јошиногари
Јошиногари (јап. 吉野ヶ里町), место на острву Кјушу где је откривено највеће археолошко налазиште преисторијског народа Јајои у Јапану. По доступним сазнањима (до краја 2022) један од првих значајних градова у Јапану, основан средином периода Јајои (300. п. н. е. - 300. н.е), достигао је врхунац око 200-250. године .

## Археолошко налазиште
Тамошња ископавања, обављена крајем 1980-их, показују развијен комерцијални живот, са становницима више од 350 кућа који се баве разним пословима, од ткања и прављења перли до ливења бронзе. Они такође указују на класне разлике, са обичним људима и старешинама који насељавају одвојена подручја, раздвојена јарком. Велика складишта, за која се сматра да су чувала порезно жито прикупљено из околних села, указују на растућу политичку организацију региона, јер су они у централном граду почели да доминирају околним засеоцима, док костури без глава и кости прободене стрелама у гробовима обичних људи сведоче о биткама које су учиниле Јошиногари доминантним. Такође се чини јасним, из мноштва стаклених перли и бодежа у корејском стилу у гробницама владара, да су људи из Јошиногарија били активно укључени у међународну трговину.